# Anville
Ne doit pas être confondu avec Onville ou Ainvelle.
Anville est une ancienne commune du Sud-Ouest de la France, située dans le département de la Charente (région Nouvelle-Aquitaine). Depuis le 1er janvier 2019, elle est une commune déléguée de Val-d'Auge.
Ses habitants sont appelés les Anvillois et les Anvilloises.

## Géographie

### Localisation et accès
Anville est situé au nord-ouest du département de la Charente, en limite avec la Charente-Maritime, à 7 km au nord-ouest de Rouillac, chef-lieu de son canton, et à 28 km d'Angoulême.
Anville est par ailleurs à 12 km d'Aigre, 16 km de Matha, 17 km de Jarnac, 22 km de Cognac, 33 km de Saint-Jean-d'Angély et de Ruffec.
Située à l'écart des grands axes de circulation, Anville est desservie par de petites routes départementales qui se croisent au bourg et la relie aux communes avoisinantes : les D 64, D 75, D 354, D 356 et D 469. La D 939, ancienne route nationale de Périgueux et Angoulême à La Rochelle par Rouillac et Saint-Jean-d'Angély passe à Sonneville, à 3,5 km au sud-ouest du bourg.

### Hameaux et lieux-dits
Les hameaux les plus importants sont surtout groupés autour du bourg à l'ouest, avec la Cabane, les Davids, la Bourgeoisie et Fontgrive. À l'est on trouve les Voies et les Rechins, et le Logis de Mortier au sud-ouest.

### Communes limitrophes
| Bresdon (Charente-Maritime)            |                       | Auge-Saint-Médard (Val-d'Auge) |
| Neuvicq-le-Château (Charente-Maritime) | Anville               | Montigné (Val-d'Auge)          |
|                                        | Sonneville (Rouillac) |                                |

### Géologie et relief
La commune occupe un plateau calcaire qui appartient au Jurassique supérieur, datant en grande partie du Portlandien, avec une frange de Kimméridgien en bordure nord-est . Quelques zones de grèzes du Quaternaire sont situées au sud du bourg et à l'extrême nord de la commune,,.
Le relief de la commune est celui de bas plateaux assez vallonnés descendant doucement vers le nord-est. Le point culminant est à une altitude de 151 m, situé à l'ouest au bois des Seuils. Le point le plus bas est à 93 m, situé sur la limite orientale au vallon du Puits. Le bourg est à 110 m d'altitude.

### Hydrographie
La commune n'est traversée par aucun cours d'eau permanent. Le Sauvage, ruisseau intermittent appelé Auge plus en aval et se jetant dans la Charente à Marcillac-Lanville, prend naissance dans la commune et passe au bourg, où l'on trouve plusieurs sources.
Sur la limite orientale au vallon du Puits, un autre ruisseau intermittent se jette dans le ruisseau des Martinières, autre petit affluent du Sauvage.

### Climat
Comme dans les trois quarts sud et ouest du département, le climat est océanique aquitain.

## Toponymie
Les formes anciennes sont Emvilla (fortalicia de) en 1274.
Le nom serait issu de Emmone villa, ou domaine d'Emmo, nom germanique,.

## Histoire
L'ancienne forteresse d'Enville (selon l'ancienne orthographe), située sur le sommet d'une colline au nord du bourg, entourée de douves, a été démantelée durant la guerre de Cent Ans sur ordre du maréchal de Sancerre[réf. nécessaire].
Ce château était le siège d'une importante seigneurie qui dépendait de la principauté de Marcillac et qui appartenait à la maison de La Rochefoucauld. Au XVIIIe siècle, cette terre fut érigée en duché simple, et un membre de la famille de La Rochefoucauld porte le titre de duc d'Enville.
Le château était séparé du bourg par un étang, car les seigneurs utilisaient une barque pour se rendre à la messe. Cet étang a été transformé en prairies.
Un autre fief était au XVe siècle celui de La Dourville. En 1636 il appartenait à Michel Souchet, écuyer, seigneur de La Dourville et du Breuil, et qui était le fils de Jean Souchet, maire d'Angoulême.
Le 1er janvier 2019, la commune fusionne avec Auge-Saint-Médard, Bonneville et Montigné pour former la commune nouvelle de Val-d'Auge dont la création est actée par un arrêté préfectoral du 29 novembre 2018.

## Administration
| Période                                  | Période  | Identité      | Étiquette      | Qualité     |
| ---------------------------------------- | -------- | ------------- | -------------- | ----------- |
| janvier 2019                             | En cours | Pascal Voudon | sensibilité PS | Agriculteur |
| Les données manquantes sont à compléter. |          |               |                |             |

| Période                                  | Période | Identité      | Étiquette      | Qualité     |
| ---------------------------------------- | ------- | ------------- | -------------- | ----------- |
| Les données manquantes sont à compléter. |         |               |                |             |
| 2001                                     | 2018    | Pascal Voudon | sensibilité PS | Agriculteur |

### Fiscalité
La fiscalité est d'un taux de 18,71 % sur le bâti, 42,26 % sur le non bâti, et 8,53 % pour la taxe d'habitation (chiffres 2007).
La communauté de communes de Rouillac prélève 10,80 % de taxe professionnelle.

## Démographie

### Évolution démographique
L'évolution du nombre d'habitants est connue à travers les recensements de la population effectués dans la commune depuis 1793. Pour les communes de moins de 10 000 habitants, une enquête de recensement portant sur toute la population est réalisée tous les cinq ans, les populations de référence des années intermédiaires étant quant à elles estimées par interpolation ou extrapolation. Pour la commune, le premier recensement exhaustif entrant dans le cadre du nouveau dispositif a été réalisé en 2008.

En 2016, la commune comptait 206 habitants, en évolution de +1,98 % par rapport à 2010 (Charente : −0,48 %, France hors Mayotte : +2,11 %).
| 1793 | 1800 | 1806 | 1821 | 1831 | 1841 | 1846 | 1851 | 1856 |
| ---- | ---- | ---- | ---- | ---- | ---- | ---- | ---- | ---- |
| 403  | 362  | 447  | 410  | 478  | 438  | 423  | 440  | 443  |

| 1861 | 1866 | 1872 | 1876 | 1881 | 1886 | 1891 | 1896 | 1901 |
| ---- | ---- | ---- | ---- | ---- | ---- | ---- | ---- | ---- |
| 445  | 443  | 450  | 431  | 403  | 349  | 344  | 306  | 293  |

| 1906 | 1911 | 1921 | 1926 | 1931 | 1936 | 1946 | 1954 | 1962 |
| ---- | ---- | ---- | ---- | ---- | ---- | ---- | ---- | ---- |
| 292  | 285  | 270  | 257  | 252  | 230  | 219  | 255  | 226  |

| 1968 | 1975 | 1982 | 1990 | 1999 | 2006 | 2008 | 2013 | 2016 |
| ---- | ---- | ---- | ---- | ---- | ---- | ---- | ---- | ---- |
| 217  | 181  | 169  | 173  | 156  | 186  | 195  | 204  | 206  |

### Pyramide des âges
| Hommes | Classe d’âge | Femmes |
| ------ | ------------ | ------ |
| 1,0    | 90 ans ou +  | 0,0    |
| 6,2    | 75 à 89 ans  | 8,2    |
| 14,4   | 60 à 74 ans  | 16,3   |
| 16,5   | 45 à 59 ans  | 14,3   |
| 24,7   | 30 à 44 ans  | 29,6   |
| 12,4   | 15 à 29 ans  | 7,1    |
| 24,7   | 0 à 14 ans   | 24,5   |

| Hommes | Classe d’âge | Femmes |
| ------ | ------------ | ------ |
| 0,5    | 90 ans ou +  | 1,6    |
| 8,2    | 75 à 89 ans  | 11,8   |
| 15,2   | 60 à 74 ans  | 15,8   |
| 22,3   | 45 à 59 ans  | 21,5   |
| 20,0   | 30 à 44 ans  | 19,2   |
| 16,7   | 15 à 29 ans  | 14,7   |
| 17,1   | 0 à 14 ans   | 15,4   |

## Économie

### Agriculture
L'agriculture est principalement céréalière. La viticulture occupe une partie de l'activité agricole. La commune est classée dans les Fins Bois, dans la zone d'appellation d'origine contrôlée du cognac.

## Équipements, services et vie locale

### Enseignement
Anville n'accueille plus aucune école.

## Lieux et monuments

### Patrimoine religieux
L'église paroissiale Saint-Médard date initialement du XIe siècle. Elle dépendait de l'archiprêtré de Beauvais-sur-Matha. Elle a été reconstruite au XIIe siècle et a été fortement mutilée lors de son histoire. Elle a été lourdement restaurée au XIXe siècle. Elle est aujourd'hui en forme de croix latine avec chevet plat. Sa nef est à trois travées, et sa façade est surmontée d'un clocher-mur. Elle possède des fonts baptismaux en pierre ornés de croix, datant du XIIIe siècle et classés au titre d'objet depuis 1941,.

### Patrimoine civil
Il reste des vestiges du château d'Anville construit au XVIIe siècle.

### Patrimoine environnemental

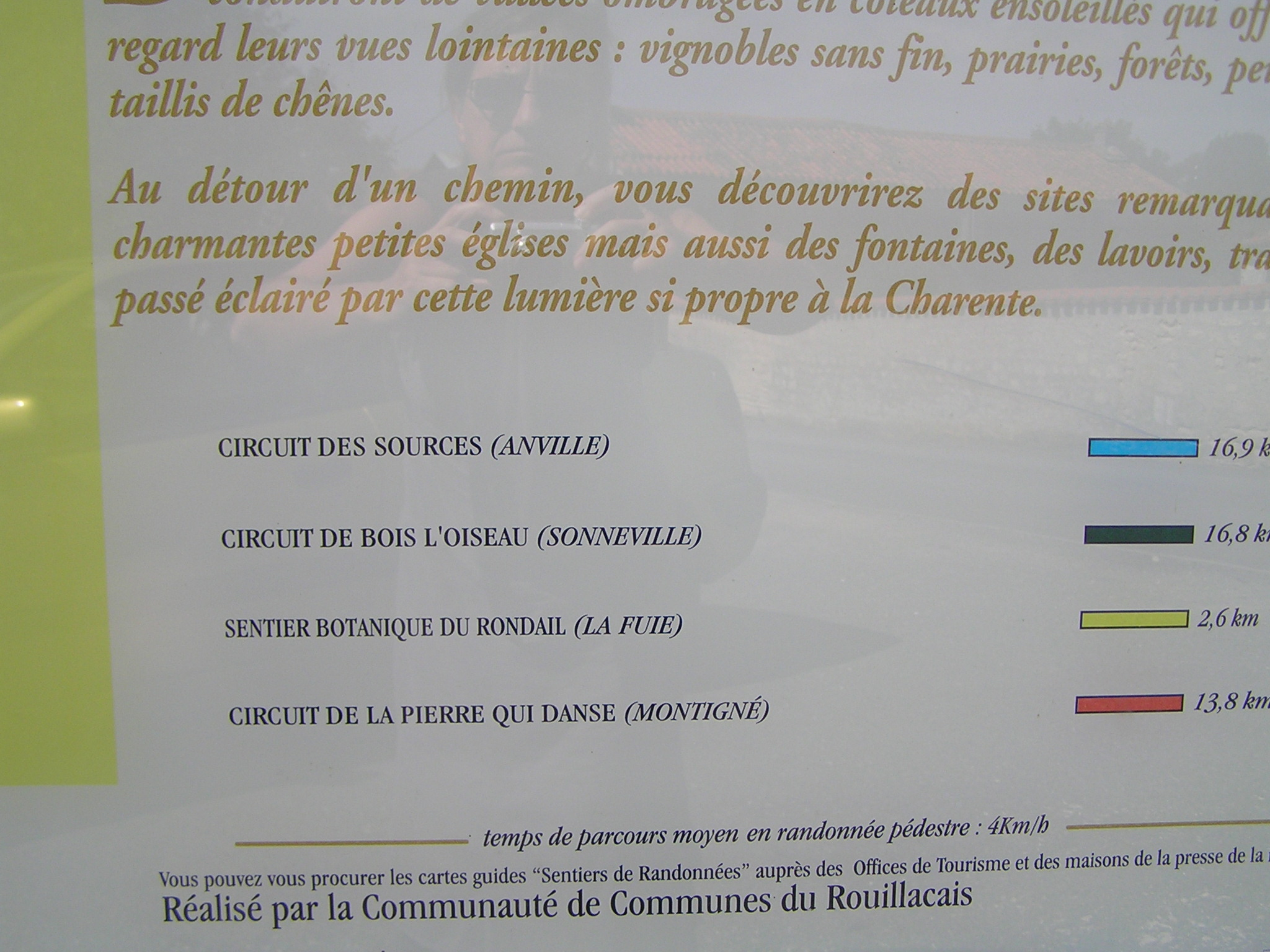
Panneau de randonnée

La commune offre plusieurs sentiers de randonnée.